# Saab Dynamics
Saab Dynamics AB är en del av försvarskoncernen Saab AB. Företaget har sitt huvudkontor i Karlskoga men verkar även på andra platser. I Saab Dynamics AB portfölj ingår understödsvapen, missilsystem, torpeder samt militära och civila obemannade undervattensfarkoster. Fram till halvårsskiftet 2010 hette företaget Saab Bofors Dynamics AB.

## Produkturval

### NLAW
Samarbete med Thales Air Defense Ltd. (Storbritannien), med flera. Pansarvärnsvapen (pansarvärnsrobot) för fotsoldater, används även mot mål i byggnader eller icke-bepansrade fordon. Engångsvapen.
Försäljning: Sverige, Storbritannien och Finland

### AT4 CS
Pansarvärnsvapen (pansarskott) för fotsoldater, används även mot människor i byggnader eller icke-bepansrade fordon. Engångsvapen.
Försäljning: USA.
USA köpte runt 600 000 av grundmodellen AT4 på 80-talet och de har bland annat används i invasionen av Panama och under Gulfkriget. Under 2000-talet har USA köpt den nya CS-versionen, som kan avlossas i slutna utrymmen. Den 30 maj 2007 beställde Pentagon ytterligare AT4 CS för upp till 40 miljoner dollar, eller 20 000 system. USA använder sedan 2001 och 2003 vapnet i Irak och Afghanistan.
Sedan 2006 utvecklas en ny version, Enhanced Blast Tandem Warhead, för att ge större skador efter att pansaret är genomträngt. USA har även uttryckt önskemål om att stridsdelen ska bli bättre på att slå igenom tegel, betong, jord och trä.
Tillverkning sker i Karlskoga.

### Carl-Gustaf
Pansarvärnsvapen (granatgevär) för fotsoldater, används även mot människor i byggnader eller icke-bepansrade fordon. Laddas med ett flertal olika ammunitionstyper.
Försäljning: Såld till över 40 länder.

### BILL 2
Pansarvärnsrobot för fotsoldater, används även mot människor eller icke-bepansrade fordon. Styrtråd för ökad styrförmåga.

### BAMSE
Mobilt luftvärnssystem mot mindre flygande objekt som kryssningsrobotar och flygplan.
Försäljning: Sverige.

### TAURUS KEPD 350
Samarbete med TAURUS Systems GmbH (Tyskland), Lenkflugkörpersysteme GmbH (Tyskland).
Flygplansburen robot med hög genomslagskraft för bunkersprängning, Kan förprogrammeras för att explodera på exempelvis tre våningar under taket.
Försäljning: Tyskland.

### Hellfire Shore Defense Missile System (SDMS)
Sjömålsrobot för kustförsvar.
Försäljning: Sverige och Norge.

### IRIS-T
Samarbete med Tyskland, Spanien, Italien, Grekland och Norge.
IR-styrd kortdistans jaktrobot.

### Meteor
Samarbete med Storbritannien, Tyskland, Frankrike, Italien, Spanien. 
Radarstyrd BVR-jaktrobot.

### RBS15 Mk3
Samarbete med Diehl BGT Defence GmbH & Co. KG (Tyskland), www.bgt.de.
Sjömålsrobot för sjö-, land- och flygstridskrafter, inte styrbar efter avfyrning, räckvidd på över 200km.
Försäljning: Sverige med flera.

### RBS 70 NG
Bärbart luftvärnssystem mot kryssningsrobotar samt flygföretag, vilket inkluderar ex. flygplan, helikoptrar och drönare.
Försäljning: Över 15 000 robotar sålda till/beställda av ett 20-tal länder.

### ASRAD-R
Samarbete med Rheinmetall Defence Electronics GmbH (Tyskland) och Saab Surveillance. ASRAD-R är ett mobilt luftvärnsrobotsystem för skydd av vitala objekt. Systemet är laserstyrt. Försäljning: Finland.

## Politik
Saab Dynamics exporterar stora mängder vapensystem efter godkännande av Inspektionen för strategiska produkter.
Fredsaktivister har protesterat mot vapenproduktionen och exporten. Under 2007 och 2008 har "civila olydnadsläger" hållits i Karlskoga, där grupper av aktivister tagit sig in på skyddsområdet och blockerat kontor och fabriker för att störa och uppmärksamma Saab Dynamics export.
I januari 2007 mötte Saab Dynamics och fackligt förtroendevalda på företaget aktivisterna. Hösten 2007 riktade ett flertal Boforsföretag skadeståndskrav på grund av den skadegörelse som förekommit i samband med kampanjen.